# Верхняя Сасандра
Верхняя Сасандра (Верхняя Сасандра; фр. Haut-Sassandra) — область до 2011 года в Кот-д’Ивуаре.
- Административный центр — город Далоа.
- Площадь — 15 242 км², население — 1 535 137 человек (2010 год).

## География
На севере граничит с областью Вородугу, на востоке с областью Марауэ, на юго-востоке с областью Фромаже, на юге с областью Ба-Сассандра, на западе с областями Муайен-Кавелли и Монтань.

## Административное деление
Область делится на 4 департамента:
- Вавуа
- Исиа
- Далоа
- Зукугбю (с 2008 г.)